# Distrito electoral local 6 de Tabasco
El Distrito Electoral Local 6 de Tabasco es uno de los 21 Distritos Electorales en los que se encuentra dividido el territorio del estado de Tabasco. Su cabecera es la ciudad de Villahermosa, en el municipio de Centro, Tabasco.
Desde la redistritación de 2016 está formado por 58 secciones electorales ubicadas en el municipio de Centro, Tabasco.

## Distritación actual

### Distritación electoral de 2016
El 30 de noviembre de 2016, el acuerdo del Consejo Estatal del Instituto de Electoral y de Participación Ciudadana de Tabasco determinó establecer la cabecera del Distrito Electoral Local 6 de Tabasco en la ciudad de Villahermosa, en el municipio de Centro, Tabasco y conformarlo de la siguiente manera:
- Municipio de Centro: 58 secciones; de la 317 a la 318, de la 324 ala 325, de la 329 a la 332, de la 335 a la 341, de la 350 a la 356, de la 359 a la 360, de la 363 a la 365, de la 377 a la 391, de la 401 a la 404, de la 406 a la 408, de la 411 a la 418, y la sección 470.

## Distritaciones anteriores

### Distritación electoral de 1996
La distritación electoral local de 1996 estableció el distrito en el municipio de Comalcalco y su cabecera distrital en la cabecera municipal, Comalcalco.

### Distritación electoral de 2002
La redistritación de 2002 mantuvo el distrito en el municipio de Comalcalco, con cabecera municipal en la cabecera municipal, Comalcalco.

### Distritación electoral de 2011
El acuerdo del Consejo Estatal del Instituto de Electoral y de Participación Ciudadana de Tabasco (IEPCT) publicado en el Periódico Oficial del Estado de Tabasco, el 24 de noviembre de 2011 estableció que el Distrito Electoral Local 6 de Tabasco tuviera cabecera en la ciudad de Villahermosa y cambió la ubicación geográfica del distrito por completo saliendo del municipio de Comalcalco al municipio de Centro.

## Diputados por el distrito
| Diputado                                                      | Partido por el que fue electo (a)                                                                                          | Grupo Parlamentario                  | Legislatura       | Periodo                                       | Cabecera Distrital |
| ------------------------------------------------------------- | --- | ------------------------------------ | ----------------- | --------------------------------------------- | ------------------ |
| Víctor Manuel Góngora Romero                                  | Partido Revolucionario Institucional                                                                                       | Partido Revolucionario Institucional | LVI Legislatura   | 1 de enero de 1998 - 31 de diciembre de 2000  | Comalcalco         |
| Javier May Rodríguez                                          | Partido de la Revolución Democrática                                                                                       | Partido de la Revolución Democrática | LVII Legislatura  | 1 de enero de 2001 - 31 de diciembre de 2003  | Comalcalco         |
| Agustín Somellera Pulido                                      | Coalición Alianza para Todos Partido Revolucionario Institucional Partido Verde Ecologista de México                       | Partido Revolucionario Institucional | LVIII Legislatura | 1 de enero de 2004 - 31 de diciembre de 2006  | Comalcalco         |
| Alipio Ovando Magaña                                          | Coalición por el Bien de Todos Partido de la Revolución Democrática Partido del Trabajo Movimiento Ciudadano               | Partido de la Revolución Democrática | LIX Legislatura   | 1 de enero de 2007 - 31 de diciembre de 2009  | Comalcalco         |
| Jaime Hernández Córdoba                                       | Candidatura Común Partido Revolucionario Institucional Partido Nueva Alianza                                               | Partido Revolucionario Institucional | LX Legislatura    | 1 de enero de 2010 - 31 de diciembre de 2012  | Comalcalco         |
| Leticia Taracena Gordillo                                     | Coalición Movimiento Progresista por Tabasco Partido de la Revolución Democrática Partido del Trabajo Movimiento Ciudadano | Partido de la Revolución Democrática | LXI Legislatura   | 1 de enero de 2013 - 31 de diciembre de 2015  | Centro             |
| Adrián Hernández Balboa                                       | Partido Revolucionario Institucional                                                                                       | Partido Revolucionario Institucional | LXII Legislatura  | 1 de enero de 2016 - 4 de septiembre de 2018  | Centro             |
| Ariel Enrique Cetina Bertruy                                  | Movimiento Regeneración Nacional                                                                                           | Movimiento Regeneración Nacional     | LXIII Legislatura | 5 de septiembre de 2018 - 14 de enero de 2019 | Centro             |
| Jesús de la Cruz Ovando Suplió a Ariel Enrique Cetina Bertruy | Movimiento Regeneración Nacional                                                                                           | Movimiento Regeneración Nacional     | LXIII Legislatura | 17 de enero de 2019 - 4 de septiembre de 2021 | Centro             |
| Jorge Orlando Bracamonte Hernández                            | Movimiento Regeneración Nacional                                                                                           | Movimiento Regeneración Nacional     | LXIV Legislatura  | Por iniciar                                   | Centro             |